# ボノム・リシャール (空母)
ボノム・リシャール (USS Bon Homme Richard, CV/CVA-31) は、アメリカ海軍の航空母艦。エセックス級航空母艦としては14番目に就役した。エセックス級のうち後期に建造された艦は艦首を延長する等の設計変更が行われており、非公式ながら「短船体型 (short-bow unit) 」「長船体型 (long-bow unit) 」という区分がなされることがあるが、「ボノム・リシャール」は短船体型のうち最後に完成した艦である。
艦名はジョン・ポール・ジョーンズの乗艦した有名なフリゲート（フランス語で「善良なリチャード Goodman Richard」の意。ベンジャミン・フランクリンが "Poor Richard" の別名で出版した著書『貧しきリチャードの暦』から。）に因む。この名を持つ艦としては二隻目。
第二次世界大戦、朝鮮戦争、ベトナム戦争の三つの戦争全てに参加した唯一の航空母艦である。ボニー・ディックの愛称を持つ。

## 艦歴

### 第二次世界大戦
「ボノム・リシャール」はニューヨーク州ブルックリンのブルックリン海軍工廠で建造された。1944年11月に就役し、1945年3月には太平洋戦線に参加、6月3日にウルシー環礁に到着し翌日30.2任務群に編入、以降大東島への攻撃を皮切りに日本への最終攻撃に参加した。8月の終戦から9月まで作戦参加しその後帰国、1946年には復員兵輸送（マジックカーペット作戦）に参加する。

### 朝鮮戦争
大戦終結に伴う海軍の縮小に伴い、「ボノム・リシャール」も同型艦の多くと同様に予備役に編入され、1947年1月9日よりワシントン州ブレマートンのピュージェット・サウンド海軍造船所でモスボール処理のうえ保管される。しかし1950年6月に朝鮮戦争が始まると現役復帰が決まり、1951年1月15日に再就役した。5月には西太平洋に配備され、5月30日に朝鮮半島沖の空母機動部隊に合流、同年末まで朝鮮半島の目標に対し艦載機による攻撃を行う。その後CVA-31と艦種変更され1952年5月から12月まで作戦参加する。6月23日には「ボクサー (USS Boxer, CVA-21) 」「フィリピン・シー (USS Philippine Sea, CVA-47) 」「プリンストン (USS Princeton, CVA-37) 」とともに水豊ダムへの攻撃に加わった。
朝鮮戦争にアメリカ海軍はエセックス級8隻とコメンスメント・ベイ級等の小型空母6隻を投入したがほとんどが初陣で、太平洋戦争からの空母は「ボノム・リシャール」以外では「エセックス (USS Essex, CVA-9) 」と「バターン (USS Bataan, CVL-29) 」だけであった。

### 近代化

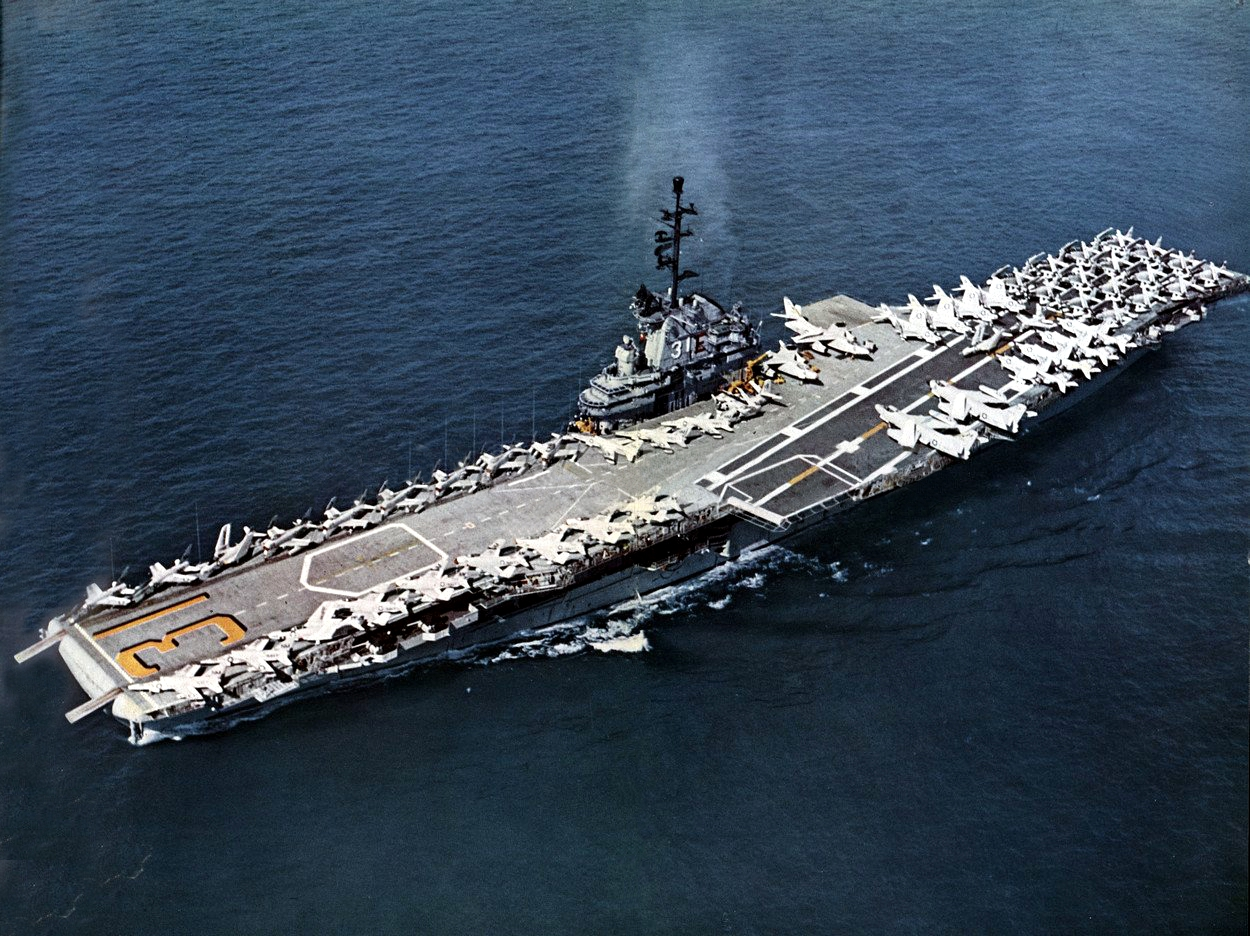
1959年撮影

1953年5月より「ボノム・リシャール」はサンフランシスコ海軍造船所でSCB-27C改装を受けるが、併せてSCB-125改装も受けることとなり、飛行甲板を延長、アングルド・デッキ化され、開放艦首はエンクローズ化した「ハリケーン・バウ」となり、蒸気カタパルト、新型艦橋、船体のワイド化など多くの改修が行われた。
1955年9月に再就役し、第七艦隊に配備される。西太平洋での航海は1957年、1958年 - 1959年、1959年 - 1960年、1961年、1962年 - 1963年および1964年に行われた。最後の航海はインド洋であった。トンキン湾事件時にはジョージ・スティーヴン・モリソン提督（ドアーズのリード・シンガー、ジム・モリソンの父親。）が艦を指揮した。

### ベトナム戦争
1965年前半にベトナム戦争が段階的に拡大すると、「ボノム・リシャール」は三度目の戦闘参加を行うこととなる。艦は続く6年に渡って東南アジアでの5度の戦闘参加を経験する。「ボノム・リシャール」の艦載機は北ベトナム軍のミグ戦闘機と交戦し、地上輸送部隊や建造物への攻撃を行った。

### 退役
「ボノム・リシャール」は1970年に任務を解かれ、1971年7月に退役する。ワシントン州ブレマートンで予備艦隊入りしモスボール化が行われ、20年後の1992年3月にスクラップとして売却された。
第二次世界大戦での戦功で1つの従軍星章、朝鮮戦争の戦功で5つの従軍星章、ベトナム戦争の戦功で10の従軍星章を受章した。艦名はワスプ級強襲揚陸艦の6番艦に受け継がれた。

## ギャラリー

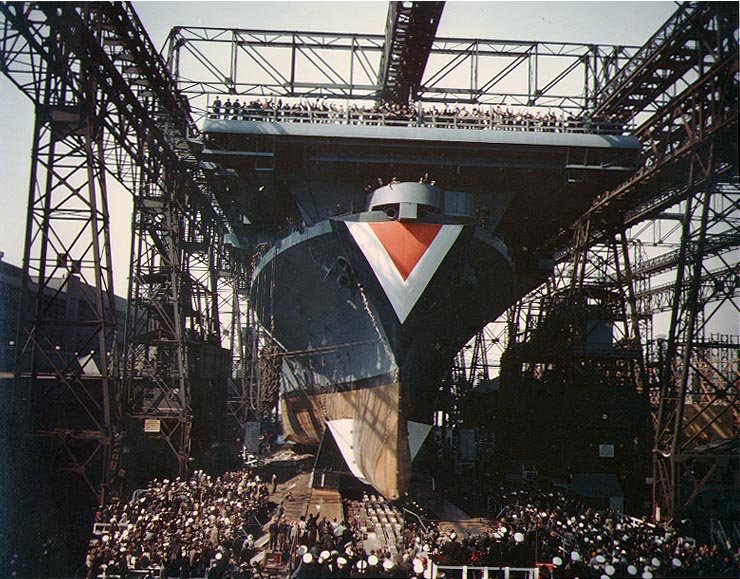
ボノム・リシャールの進水式
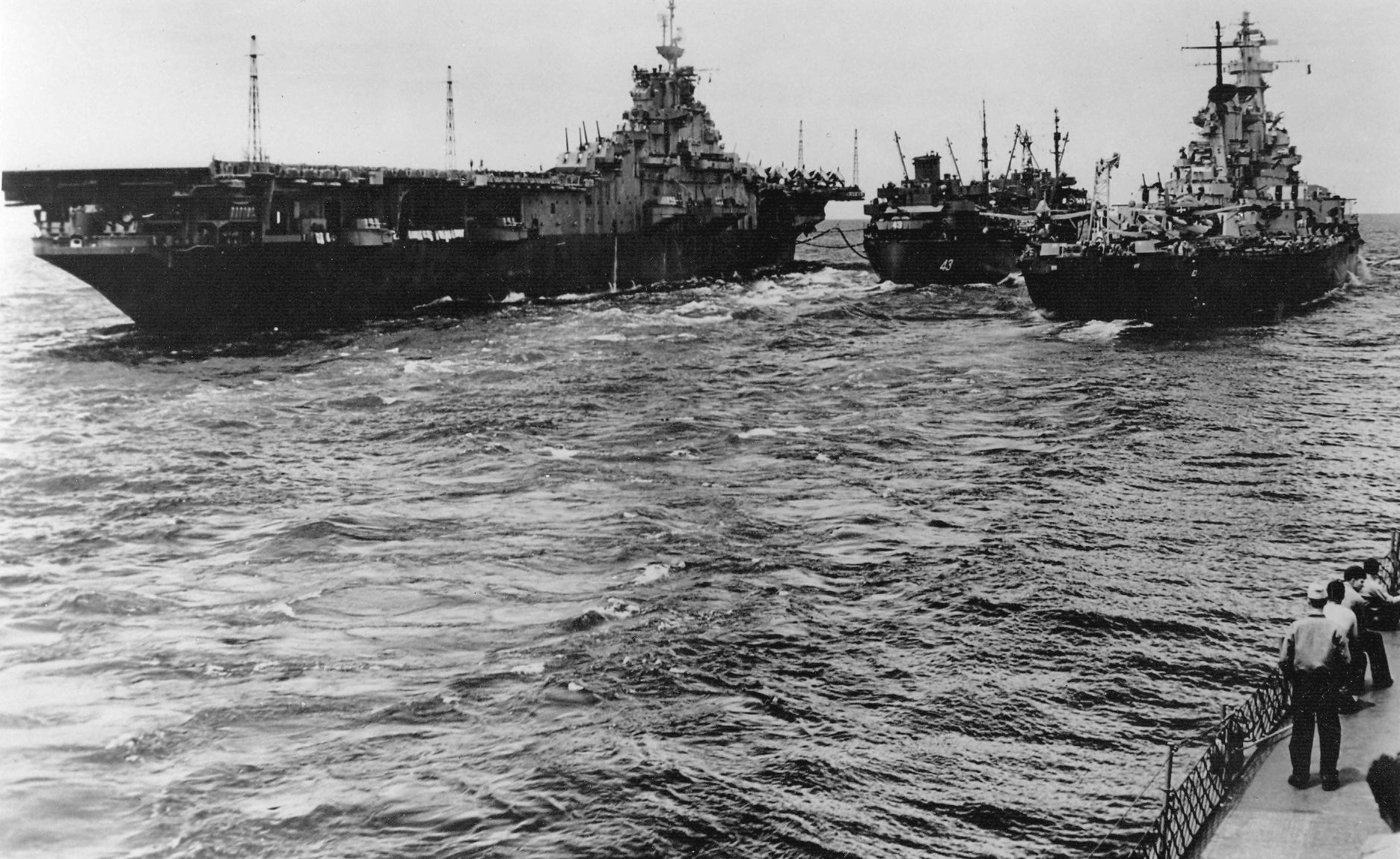
太平洋で作戦行動中（1945年7月）
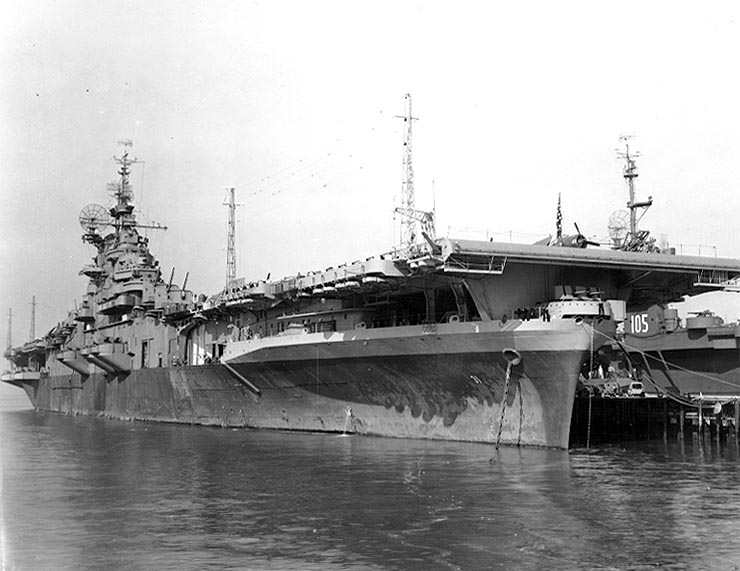
1945年10月27日撮影
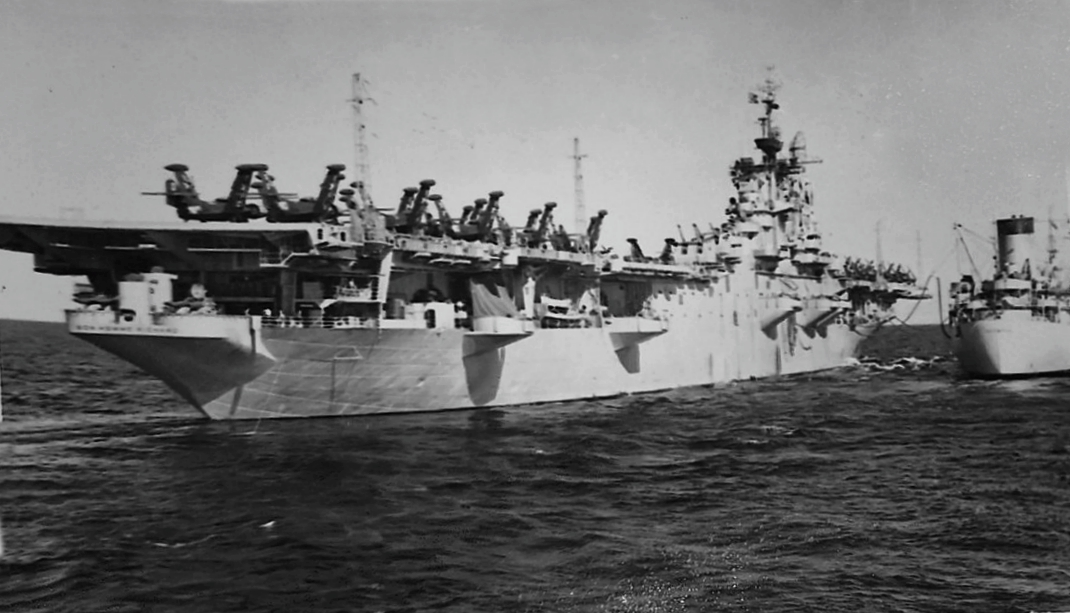
朝鮮戦争で作戦行動中（1951年）
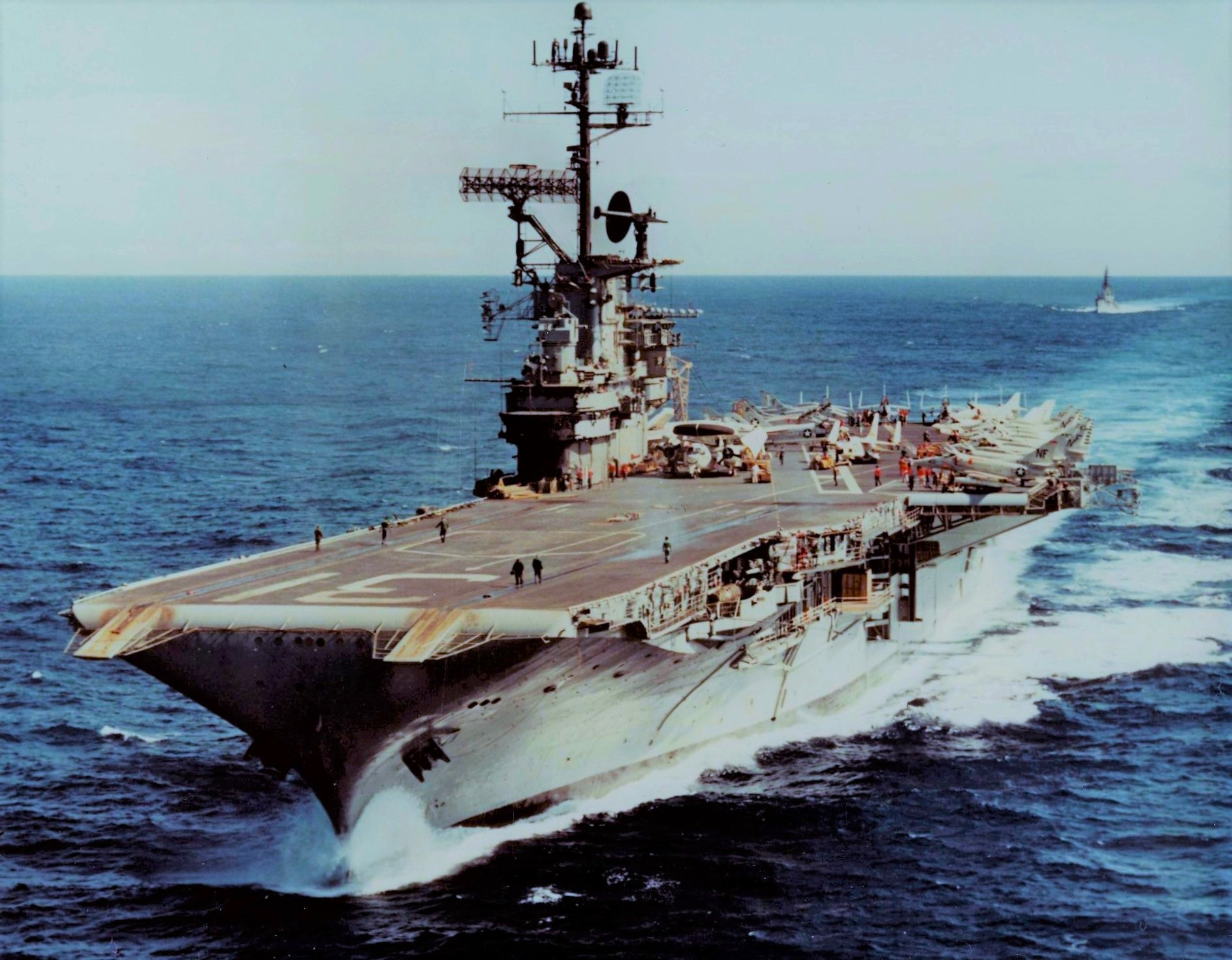
ベトナム戦争で作戦行動中（1968年3月）
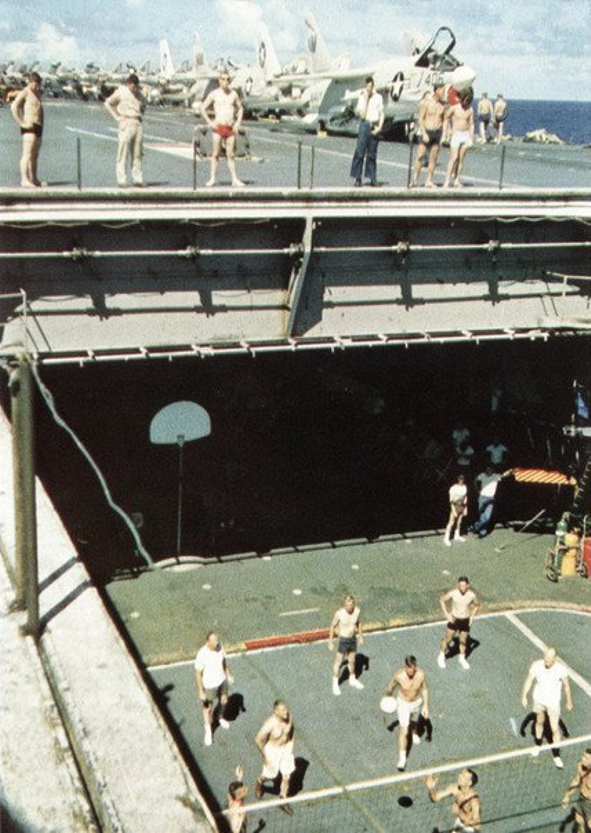
エレベータでバレーボールが行われている（1965年）
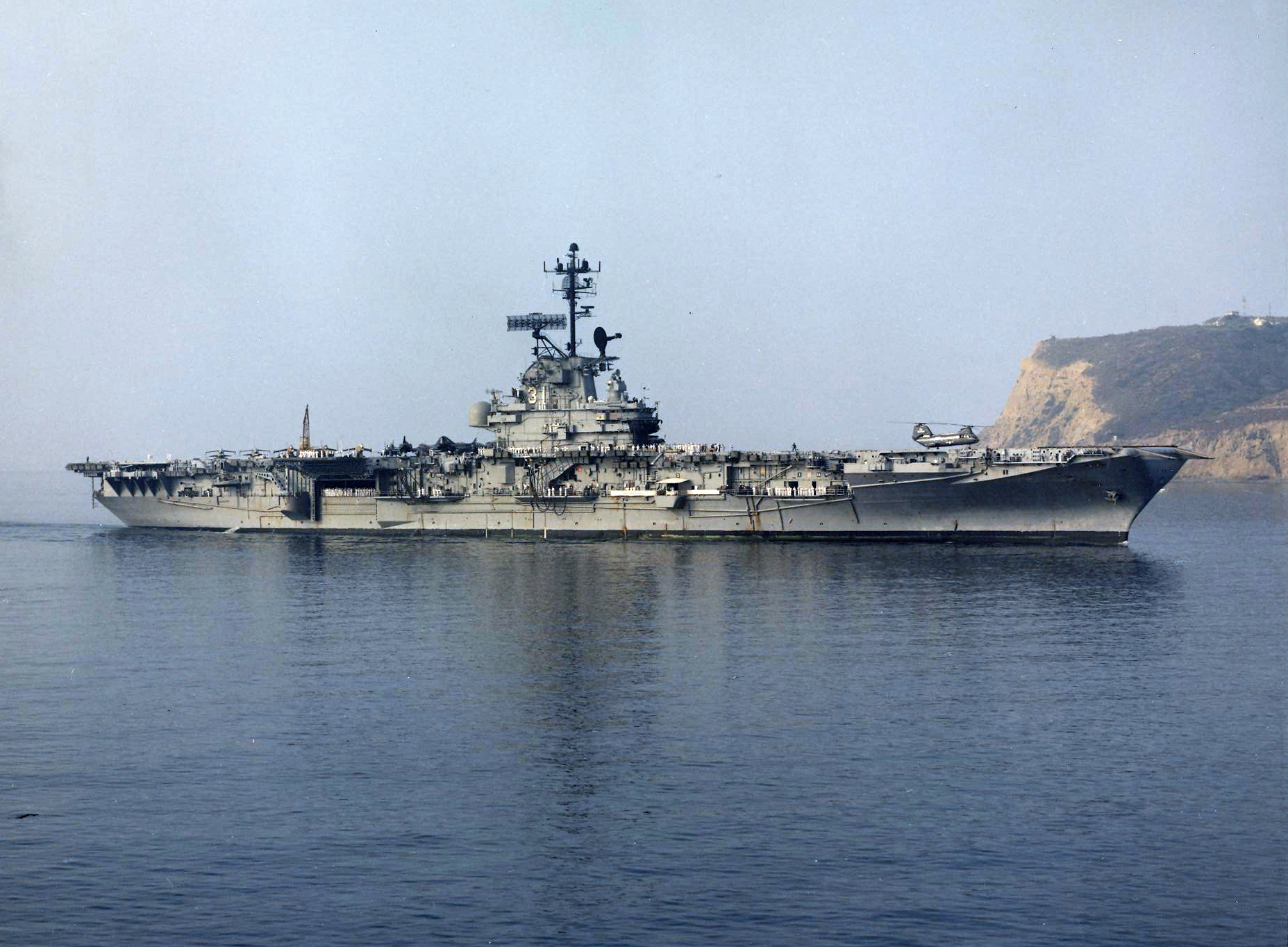
1968年撮影